# Uilenspiegelmuseum
Het Uilenspiegelmuseum, gelegen in de middeleeuwse Belgische West-Vlaamse stad Damme, brengt vijf eeuwen Tijl Uilenspiegel in beeld.

## Situering
Sinds de 17e eeuw bestaat er een sterke Uilenspiegeltraditie in het West-Vlaamse Damme. Als symbool voor volksziel en fratsenmaker dwaalde Tijl Uilenspiegel samen met Nele en zijn trouwe vriend Lamme Goedzak doorheen Damme en omstreken. Daarnaast zou Tijl volgens het verhaal van Charles De Coster in Damme geboren zijn. De tentoonstelling in het museum geeft aandacht aan verschillende aspecten met betrekking tot het personage: de ontstaansgeschiedenis, de historische context, de drukgeschiedenis, de twee belangrijkste schrijvers Hermann Bote en Charles De Coster, verwante auteurs en de vele manieren waarop Tijl geclaimd is. Aan de hand van middeleeuwse handschriften, 16de-eeuwse drukken, bibliofiele uitgaven, prenten, originele fragmenten uit de boeken van Bote, beeldhouwwerken en interactieve opstellingen wordt 5 eeuwen Tijl Uilenspiegel weergegeven.

## Geschiedenis Tijl Uilenspiegel
Iets meer dan 500 jaar geleden verscheen in Straatsburg 'Ein kurzweilig Lesen von Dyl Ulenspiegel'. Deze versie van Hermann Bote, dat de oudste publicatie is waarin Tijl Uilenspiegel vermeld wordt, werd per toeval ontdekt. De Nederduitse Dyl Ulenspiegel ontstond omstreeks 1510/11. Dyl Ulenspiegel wordt hier afgeschilderd als een brutale schurk, die de regels van de opkomende burgerij systematisch aan zijn laars lapte. Het werk van Bote, afkomstig uit Straatsburg, raakte via Antwerpen en de Nederlandse bewerking verspreid over heel Europa.

Charles De Coster vangt zijn meesterlijke Legende aan met het volgende: "Ter Damme, in Vlaanderen, toen de meimaand de bloesems aan de hagedoorns opende, werd Uilenspiegel, de zoon van Klaas geboren." 

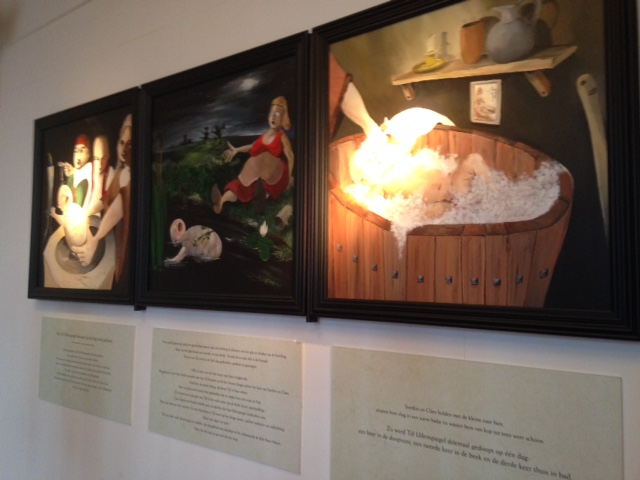
Tijl werd tot 3 maal gedoopt

 In 1867 werd Uilenspiegel onder de pen van Charles De Coster het symbool van de Vlaamse volksziel. Samen met Nele en Lamme Goedzak zwerft de ontembare geus en fratsenmaker doorheen Damme en omstreken. Met de roman van De Coster, La Légende d’Ulenspiegel (1867), ondergaat de eeuwenoude traditie een vernieuwing. Tijl wordt de opposant van de fanatieke Spaanse koning Filips II en duikt op in de frontlinie van de Nederlandse opstand. Al dan niet geïnspireerd door De Coster wordt hij van dan af voor de meest diverse karren gespannen. Hij wordt zowel een kritische individualist als een strijdend proletariër, zowel een vertegenwoordiger van het ‘Herrenvolk’ als een verzetsheld tijdens de Tweede Wereldoorlog. Daarnaast wordt hij ook het hoofdpersonage van kinder- en jeugdverhalen, de vedette in stripverhalen, de held van films, theaterstukken, musicals, oratoria en liederen. Een ding hebben al deze dingen gemeen: telkens hij verschijnt, gebeurt er iets.

## Tentoonstelling

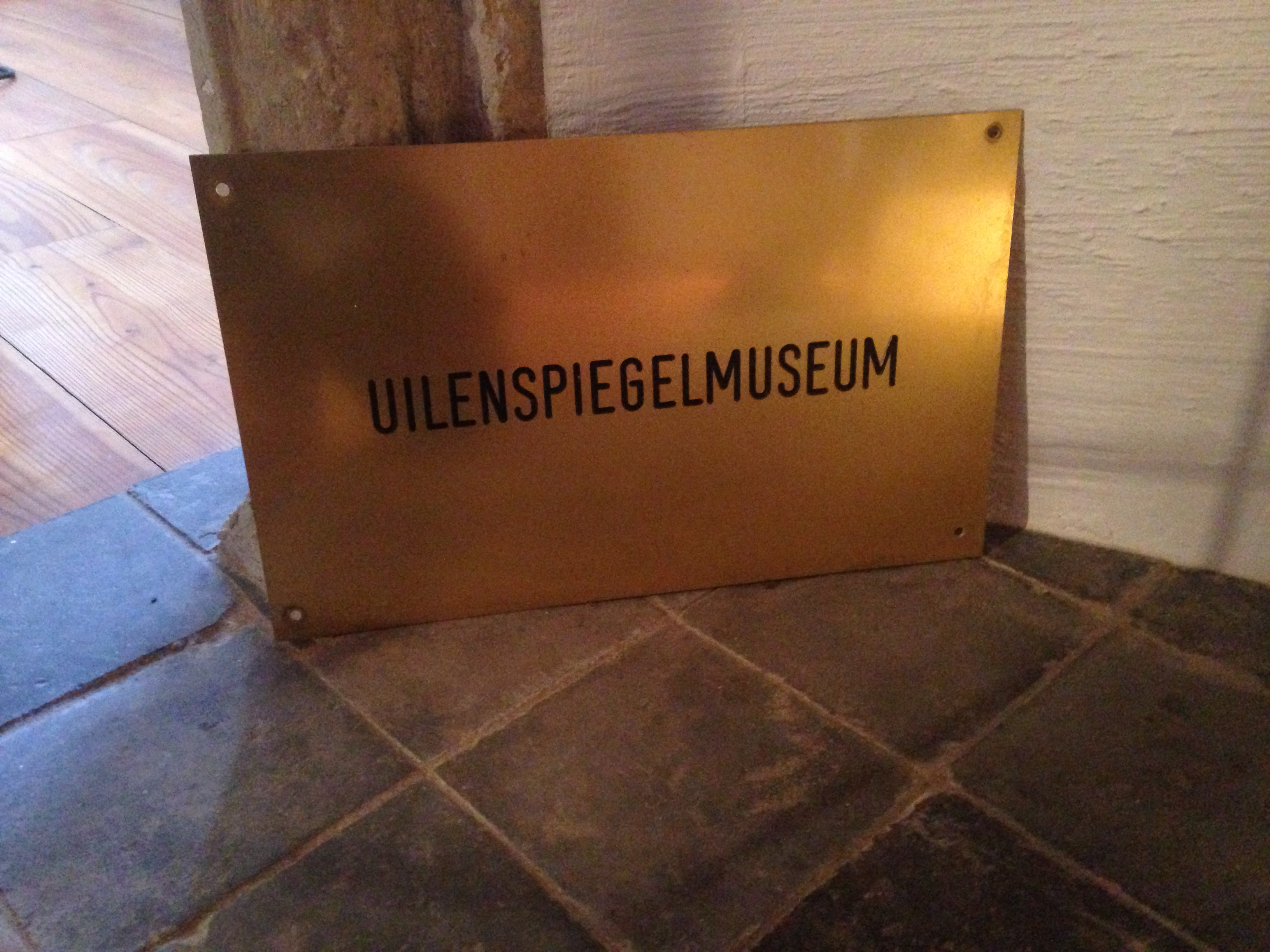
Uitgangsbord uilenspiegelmuseum

De tentoonstelling is opgedeeld in zes thema's verspreid over vijf zalen. De tentoonstelling gaat van Dyl Eulenspiegel over de Vlaamse volkziel van Charles De Coster tot Uilenspiegel na de Coster.

### De moderne beeldvorming rond Uilenspiegel
De eerste zaal bespreekt Uilenspiegel hedendaags. Stripverhalen van Willy Vandersteen onder meer 'Opstand der geuzen' (1951) en 'een guerrillero uit Damme' komen hier aanbod. Tot slot wordt het verhaal besproken van 'hoe Uilenspiegel op een koord danste'.

### Het stedelijke beschavingsoffensief in de 15e eeuw - 16e eeuw
In de tweede zaal worden "de wereld op drift", "de wereld op zijn kop" en "de platvloerse lach als wapen" besproken. Telkens gaat het hier om bekende elementen uit de tijd van Tijl Uilenspiegel.

### Hermann Bote en (E)Ulenspiegel
De Uilenspiegeltraditie bestond waarschijnlijk al voor de auteur Hermann Bote. Hij moet er dan ook zijn versie op gebaseerd hebben. In Duitsland evolueerde Dyl zich langzamerhand van een schurk tot een nar die mensen uitnodigt om in de spiegel te kijken. In de derde zaal wordt voornamelijk het verhaal van Hermann Bote verteld.   In het 'Uilenspiegeltraject' wordt de drukgeschiedenis van de 16e-eeuwse Uilenspiegel besproken, waardoor verbanden tussen Damme en andere steden zoals Antwerpen en Straatsburg duidelijk worden. Daarnaast kan een reconstructie van de grafsteen van Mölln bezichtigd worden. Onder eenzelfde steen zou de historische Ulenspiegel begraven liggen. Het verhaal die in deze zaal beschreven wordt betreft deze van Uilenspiegel die in een bijenkorf gestolen werd. De deugniet had zich achteraan in een tuin aan de Damse vaart verstopt voor boze Dammenaars en zijn moeder. Diezelfde nacht slopen twee dieven de tuin in om één der bijenkorven vol honing te stelen. Natuurlijk werd dit de zwaarste ton, met daarin Uilenspiegel.

### De ontwikkeling van het Nederlandse volksboek van de 16e eeuw - 19e eeuw
De vierde zaal betreft de 'ontwikkeling van het Nederlandse volksboek'. Dit gaat over de geboorte van Tijl Uilenspiegel als het symbool van de Vlaamse volksziel.

#### Biografie Charles De Coster
De vierde zaal bespreekt naast de ontwikkeling van het volksboek ook de biografie van Charles De Coster, de tijd waarin deze romanschrijver leefde en de ontpopping van Tijl als schelmse Dammenaar tot een geus. Charles De Coster werd geboren op 20 augustus 1827. Charles groeide op in Brussel waar hij zich bewoog in kringen van militante vrijmetselarij. Dit was een bewogen tijd voor België, zowel op politiek als op wetenschappelijk vlak. Tijdens zijn leven kende Charles echter geen succes met zijn uitgaven van De Legende van Uilenspiegel daterend van 1867/69.

### Uilenspiegel na Charles De Coster
In de vijfde en laatste zaal van het Uilenspiegelmuseum wordt Tijl Uilenspiegel besproken na het succesverhaal van Charles De Coster. In deze zaal worden een aantal van de vele Uilenspiegelgezichten gaande van de nar over de strijder, tot een reclame voor smeerkaas weergegeven. Ook worden de verschillende beeldvormingen rond deze volksziel aan de hand van teksten en illustraties duidelijk gemaakt. Ook wordt een verhaal over Tijl Uilenspiegel besproken, waarin wordt verteld hoe de kleine Tijl achter zijn vader op een ezel zat.

## Gebouw

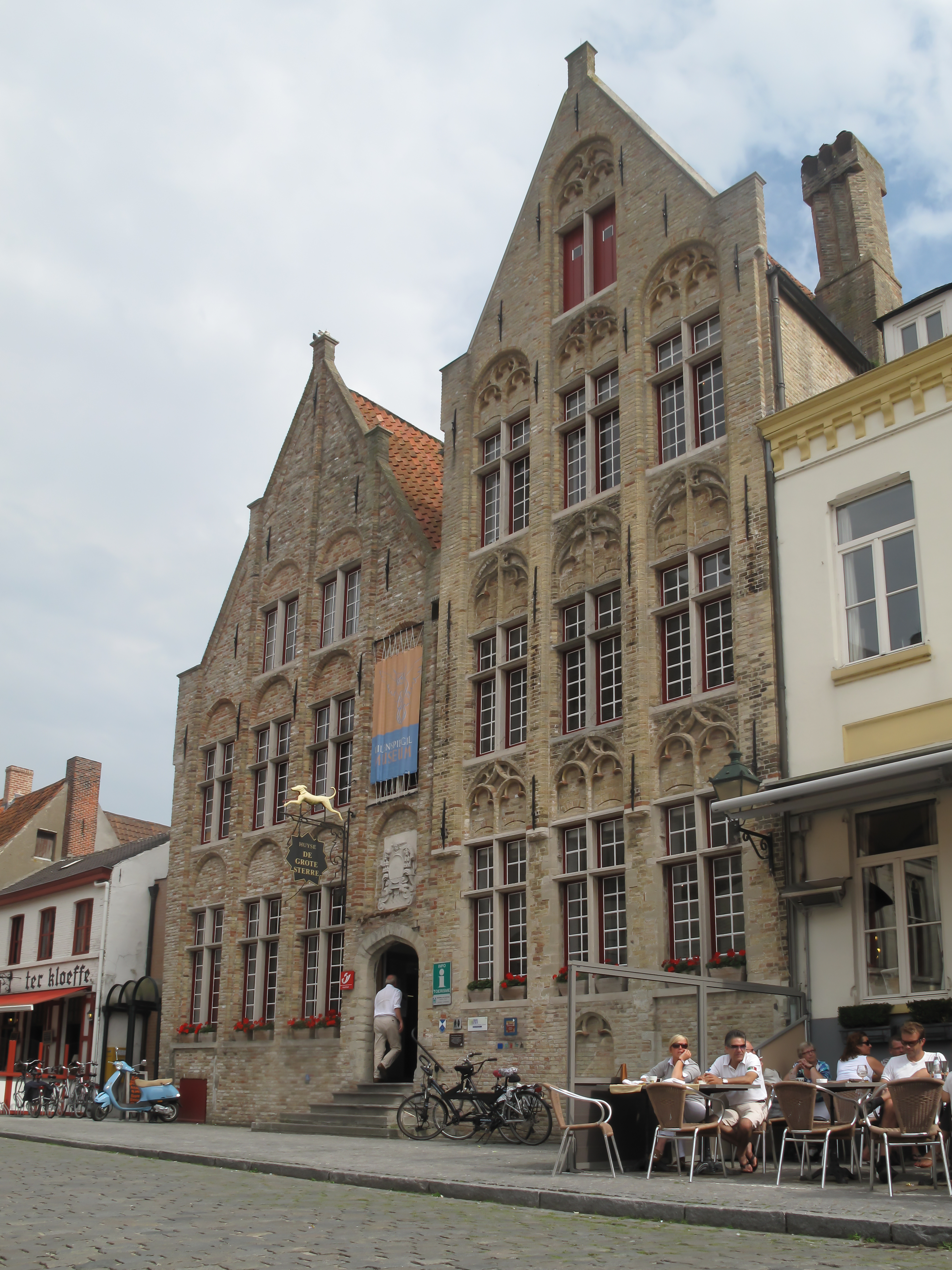
Huyze de Grote Sterre

Huyze de Grote Sterre, waar het Uilenspiegelmuseum zich heeft gevestigd, bestaat uit 2 huizen die samen werden gevoegd. Oorspronkelijk hadden de huizen de namen: "Sterre" en "Craeynest", wat later in de 17e eeuw de "Grote Sterre" werd. Deze twee huizen dateren uit de 13e eeuw. De gevels van deze huizen waren oorspronkelijk wellicht in hout opgetrokken. De huidige stenen gevels dateren uit de 15e en 16e eeuw.
In de 17e eeuw werd dit huis de eigendom van de koning van Spanje. Gedurende de Spaanse overheersing verbleven er de Spaanse militaire gouverneurs. In de 18e eeuw hoorde het huis toe aan kanunnik J. van der Stricht. Het wapenschild met de lijfspreuk 'Pacem Opto' van J. van der Stricht prijkt nog steeds op de gevel boven de ingang.
Op 26 februari 1990, tijdens een hevige storm, stortte het gebouw in. Na deze hevige storm werd het huis gerestaureerd en pas 7 jaar later kon het opnieuw in gebruik genomen worden. Originele stukken (zoals verscheidene meubels, schouwen,...) die de vernieling overleefden, zijn terug op hun plaats gebracht bij de restauratie.

## Fotogalerij

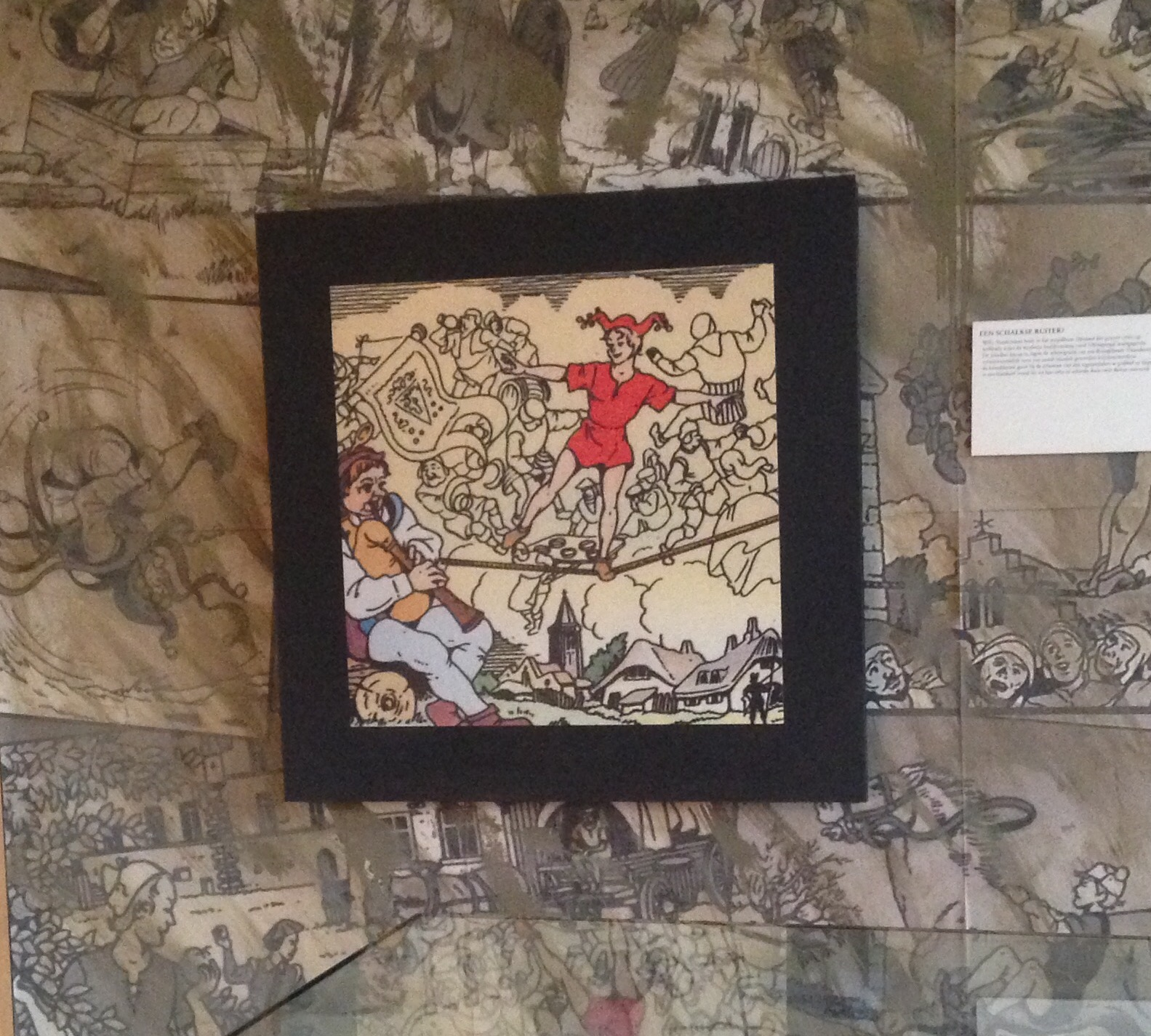
Afbeelding van Uilenspiegel de grappenmaker
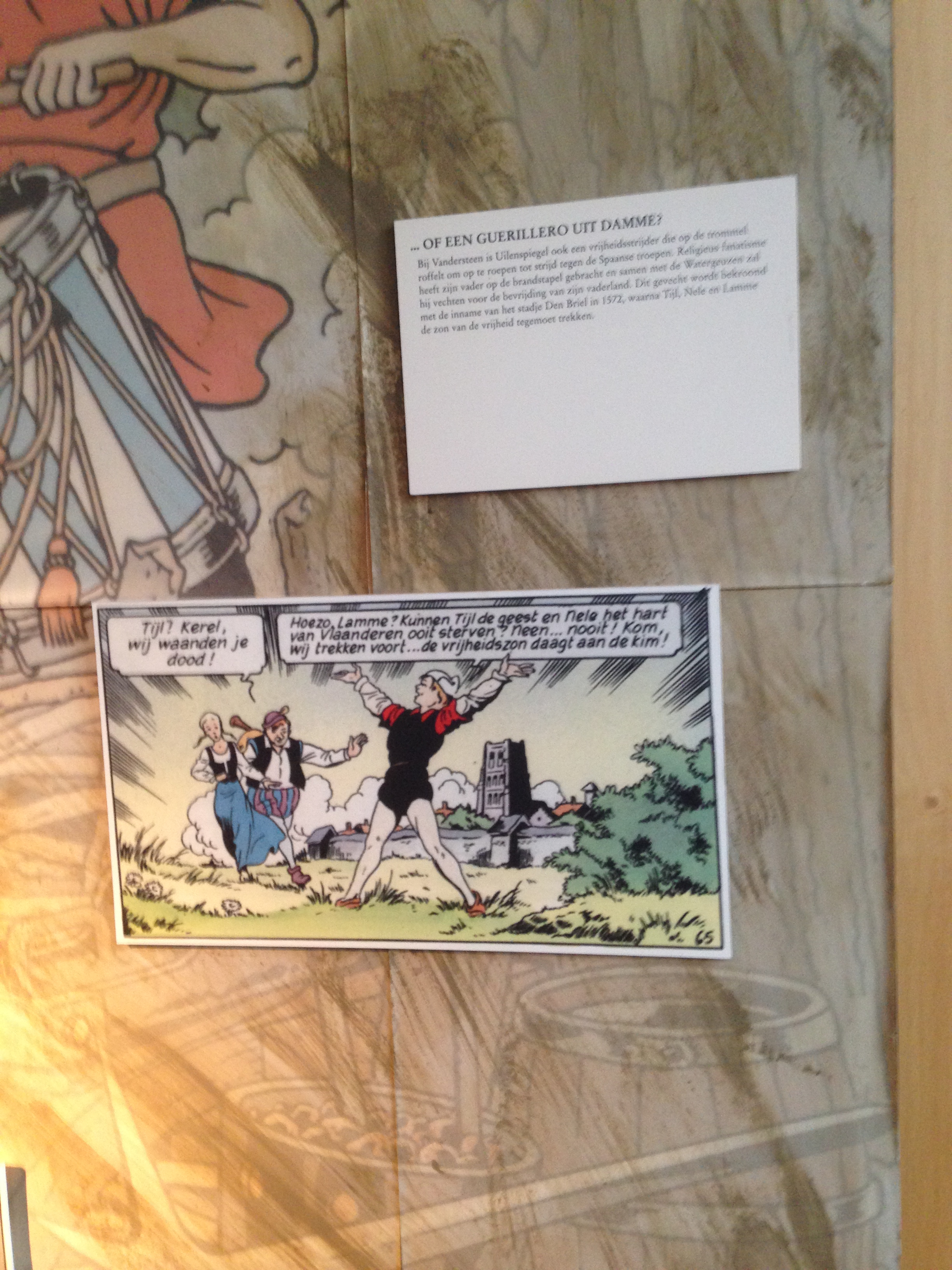
...of een guerrillero uit Damme? - Willy Vandersteen
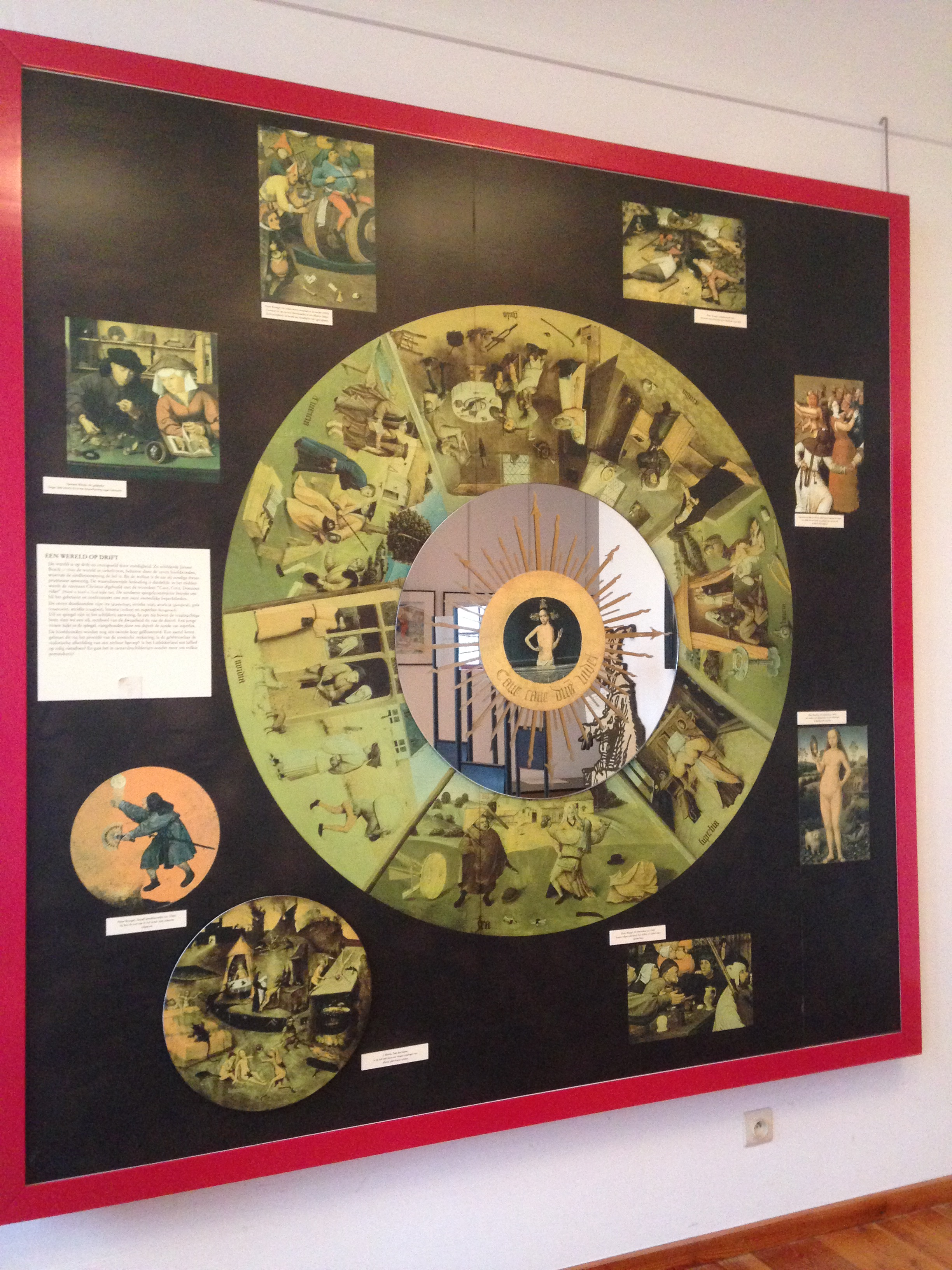
De zeven hoofdzonden van Jeroen Bosch
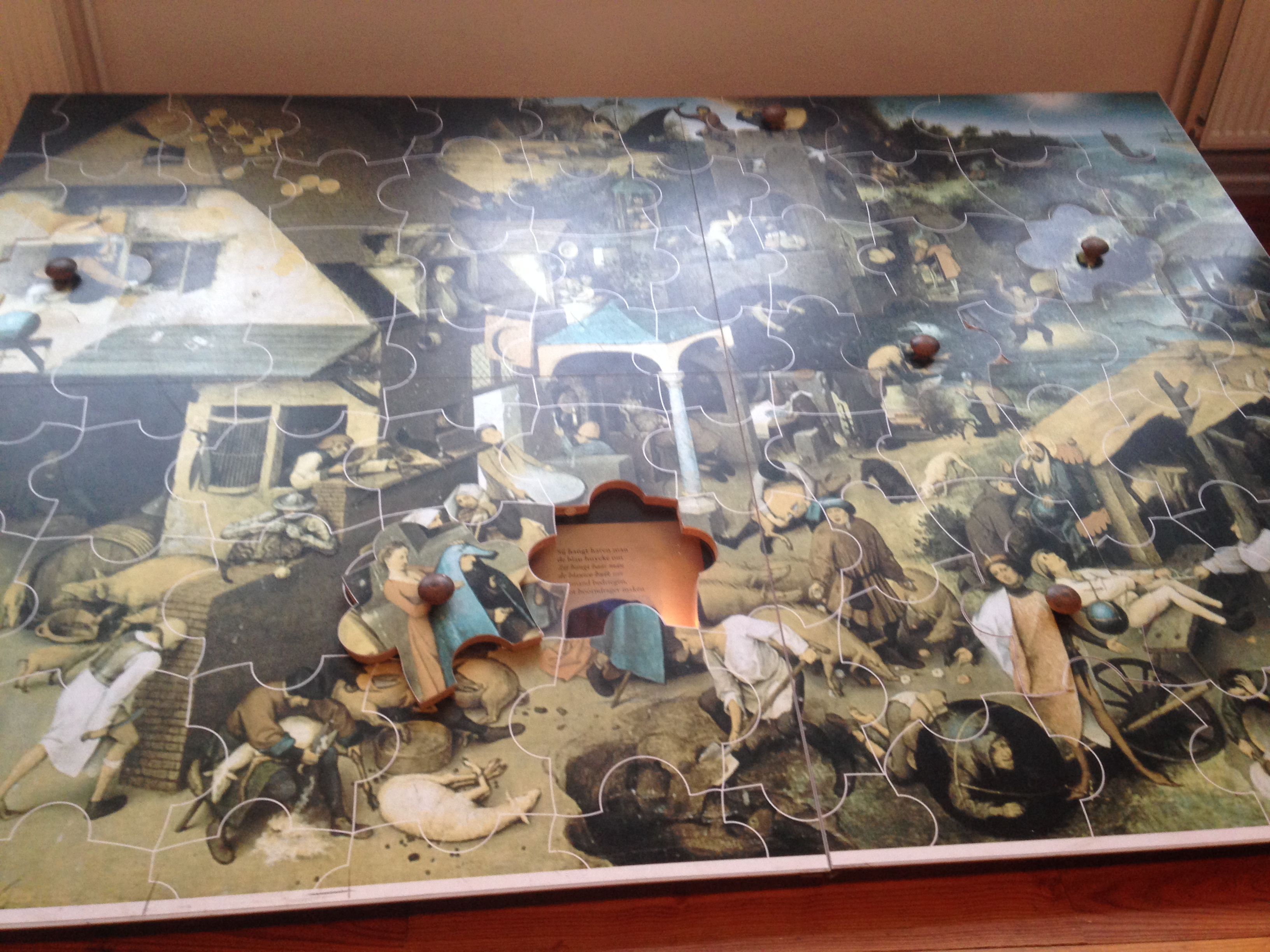
Puzzelconstructie van Bruegels spreekwoorden
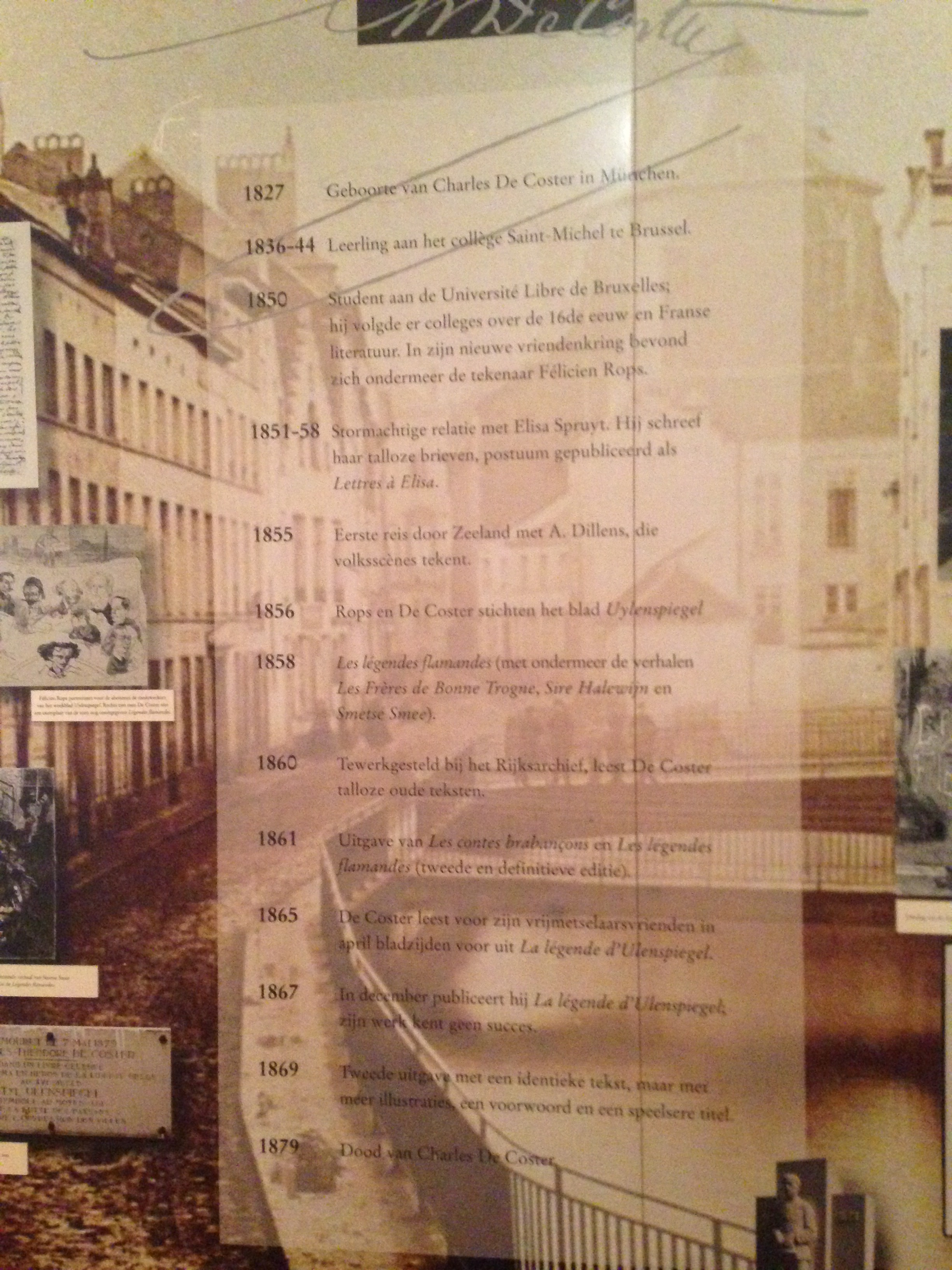
Levensloop Charles De Coster
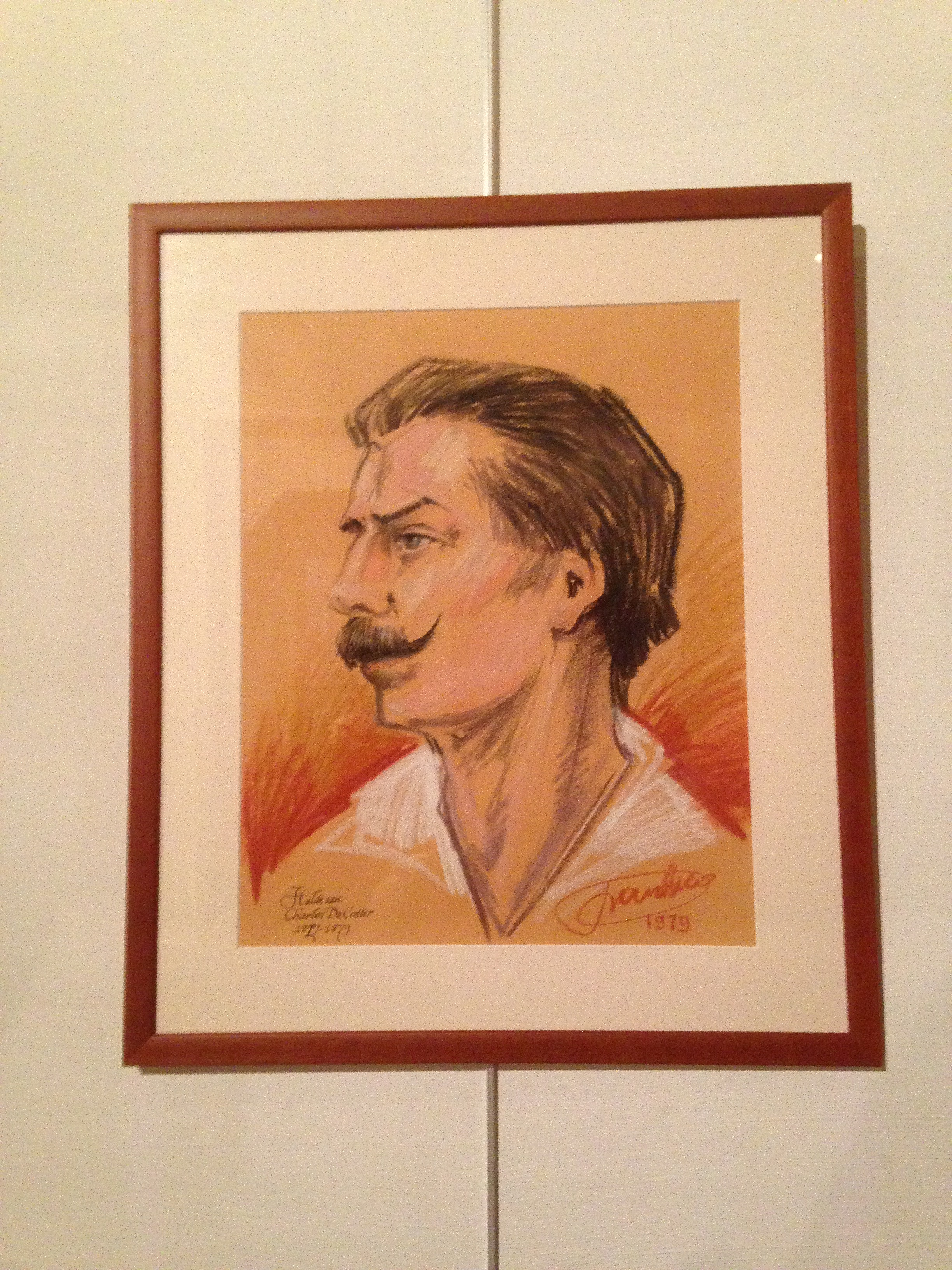
Schilderij van Charles de Coster
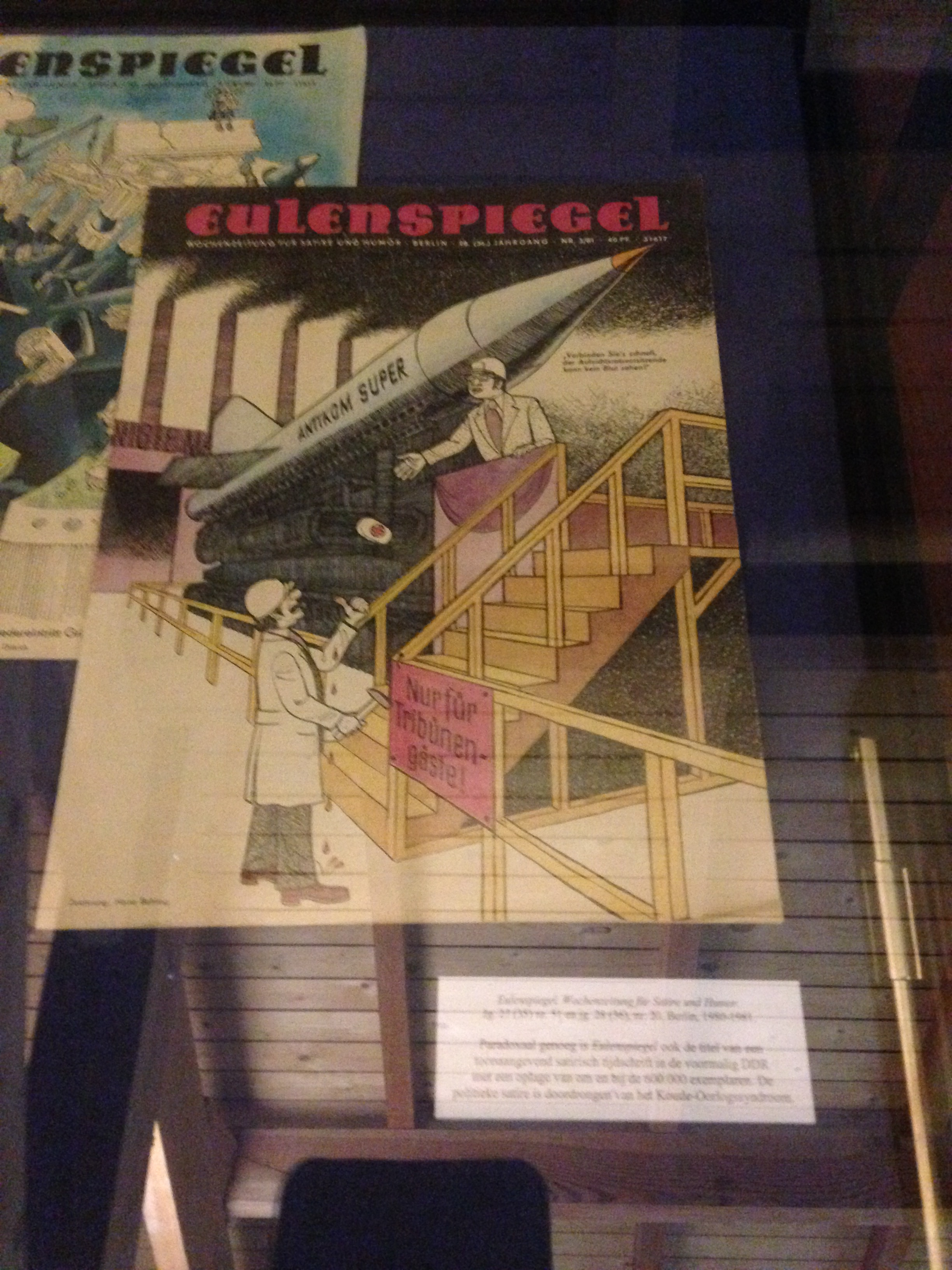
Oost-Duits magazine Tijl Eulenspiegel
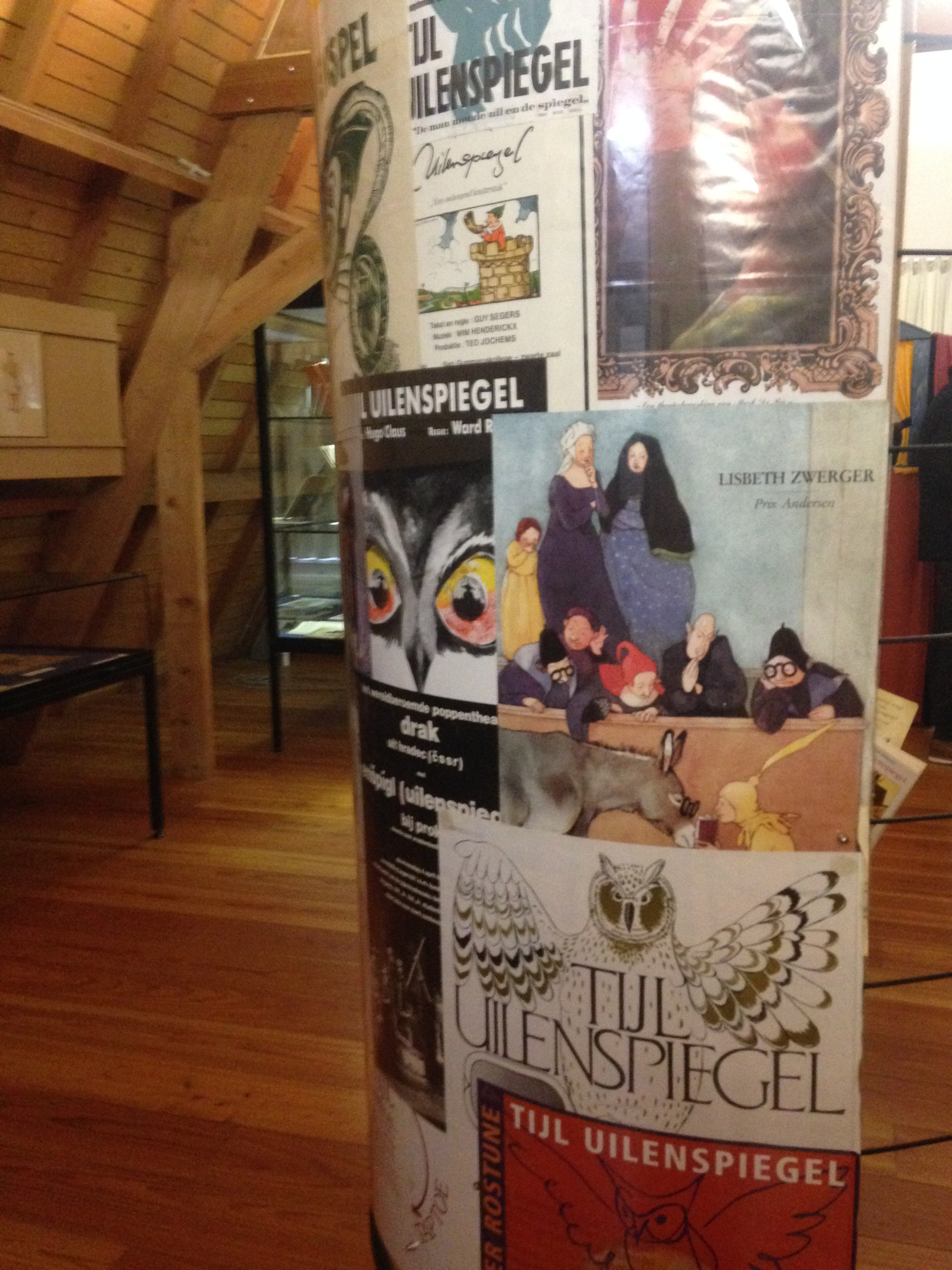
Affichezuil met Uilenspiegel gerelateerde activiteiten
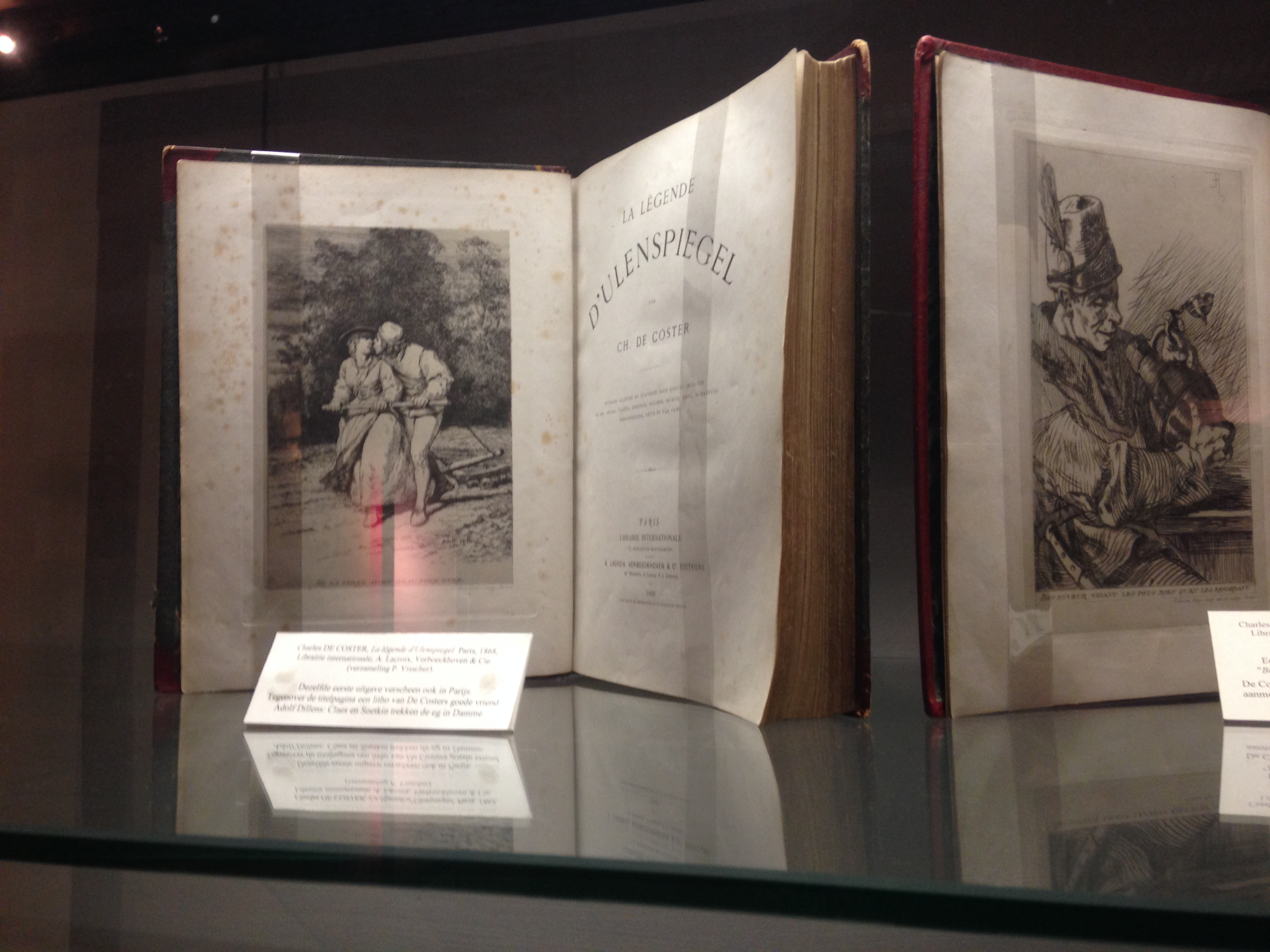
La Legende d'Ulenspiegel (1867)
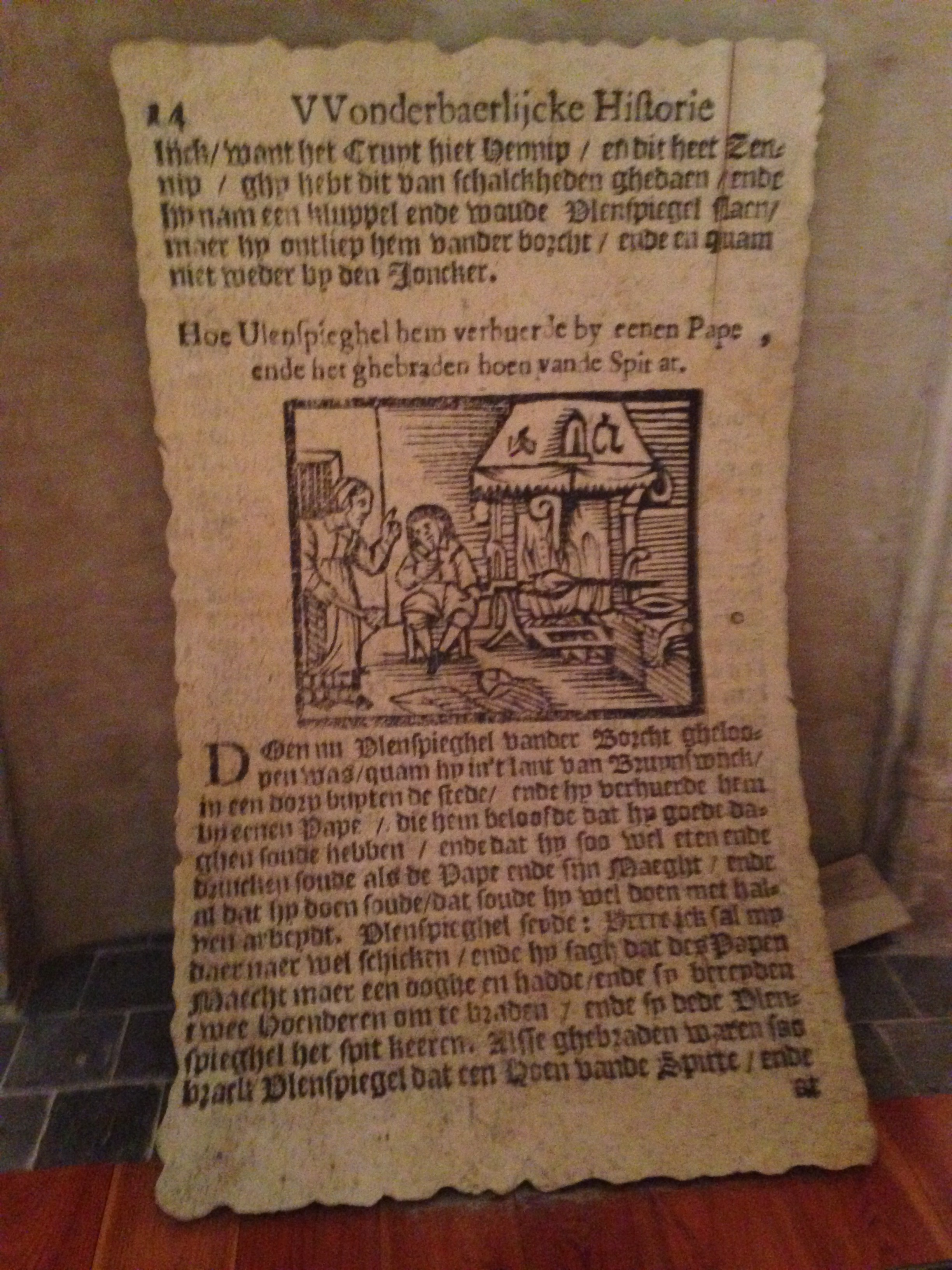
17de-eeuwse druk "hoe Ulenspiegel hem verhuerde by eenen Pape ende het ghebraden hoen vande Spit at"
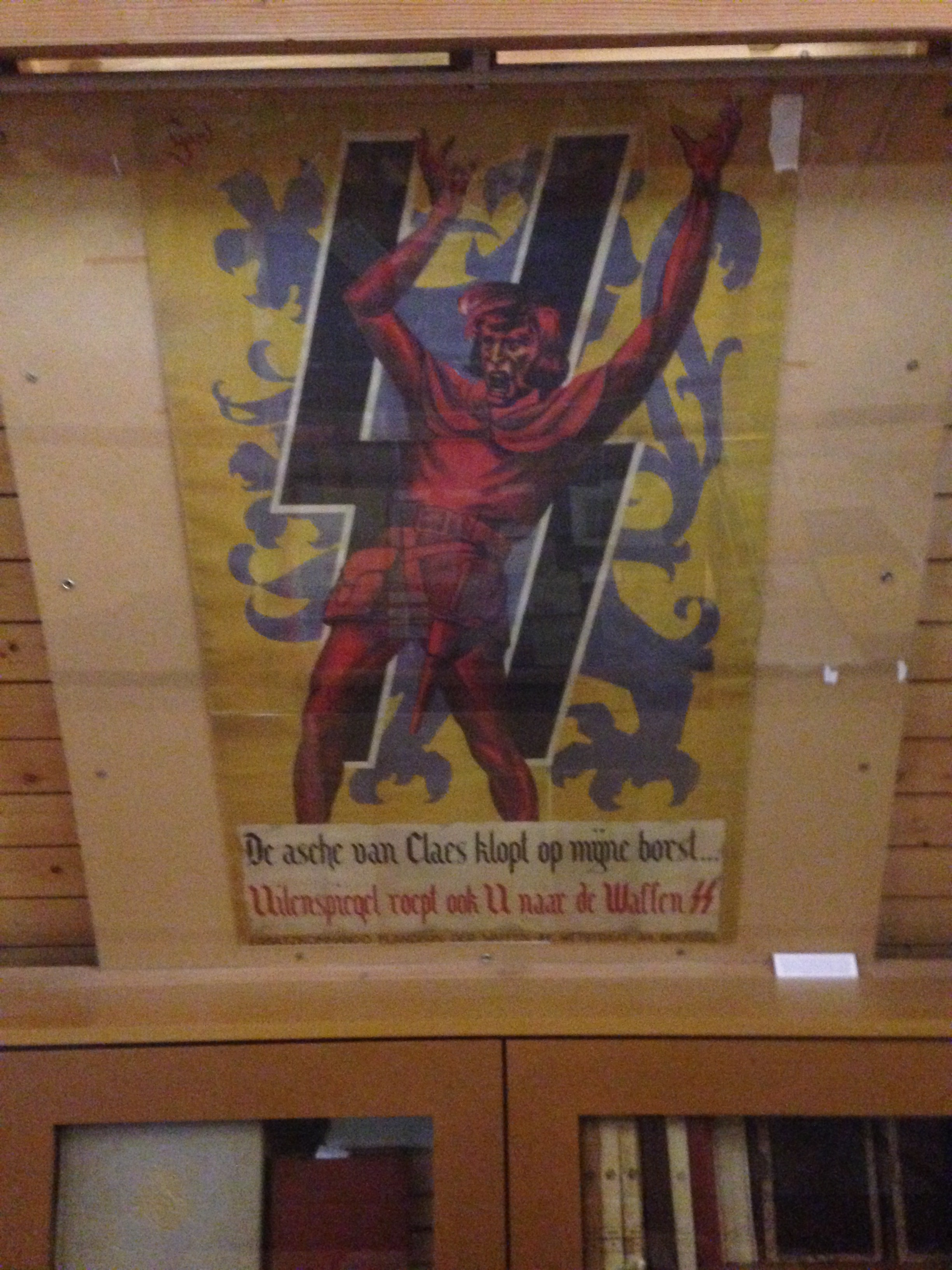
Propaganda-affiche "Uilenspiegel roept ook u naar Waffen-SS"
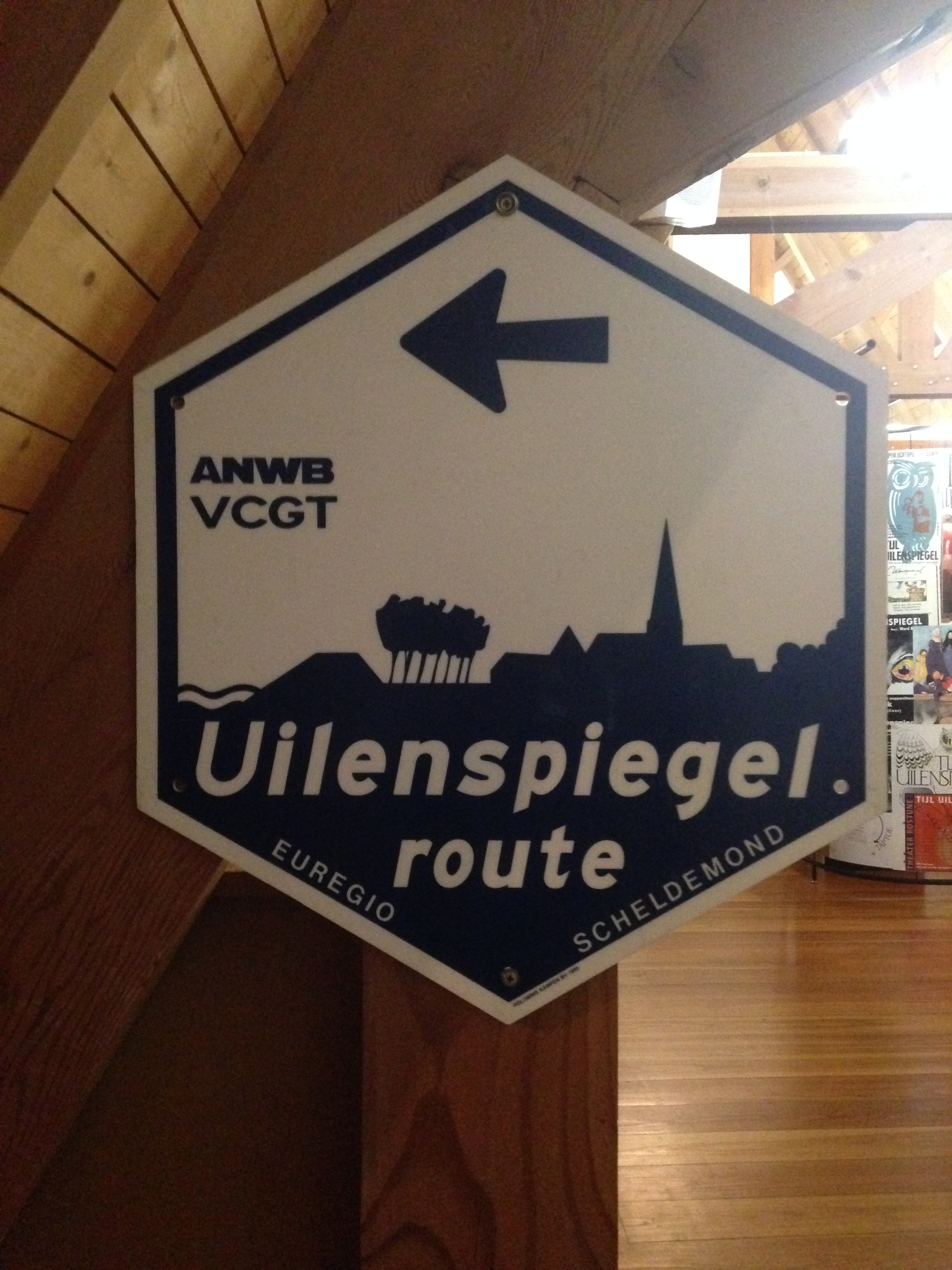
Bord Uilenspiegel autoroute